# Mucientes
Mucientes est une commune de la province de Valladolid dans la communauté autonome de Castille-et-León en Espagne.

## Sites et patrimoine
- Église San Pedro Apóstol (es).
- Chapelle Nuestra Señora de la Vega (es).
- Château (es).
- Les chozos.
- Les bodegas.
- Aula Museo Paco Díez.

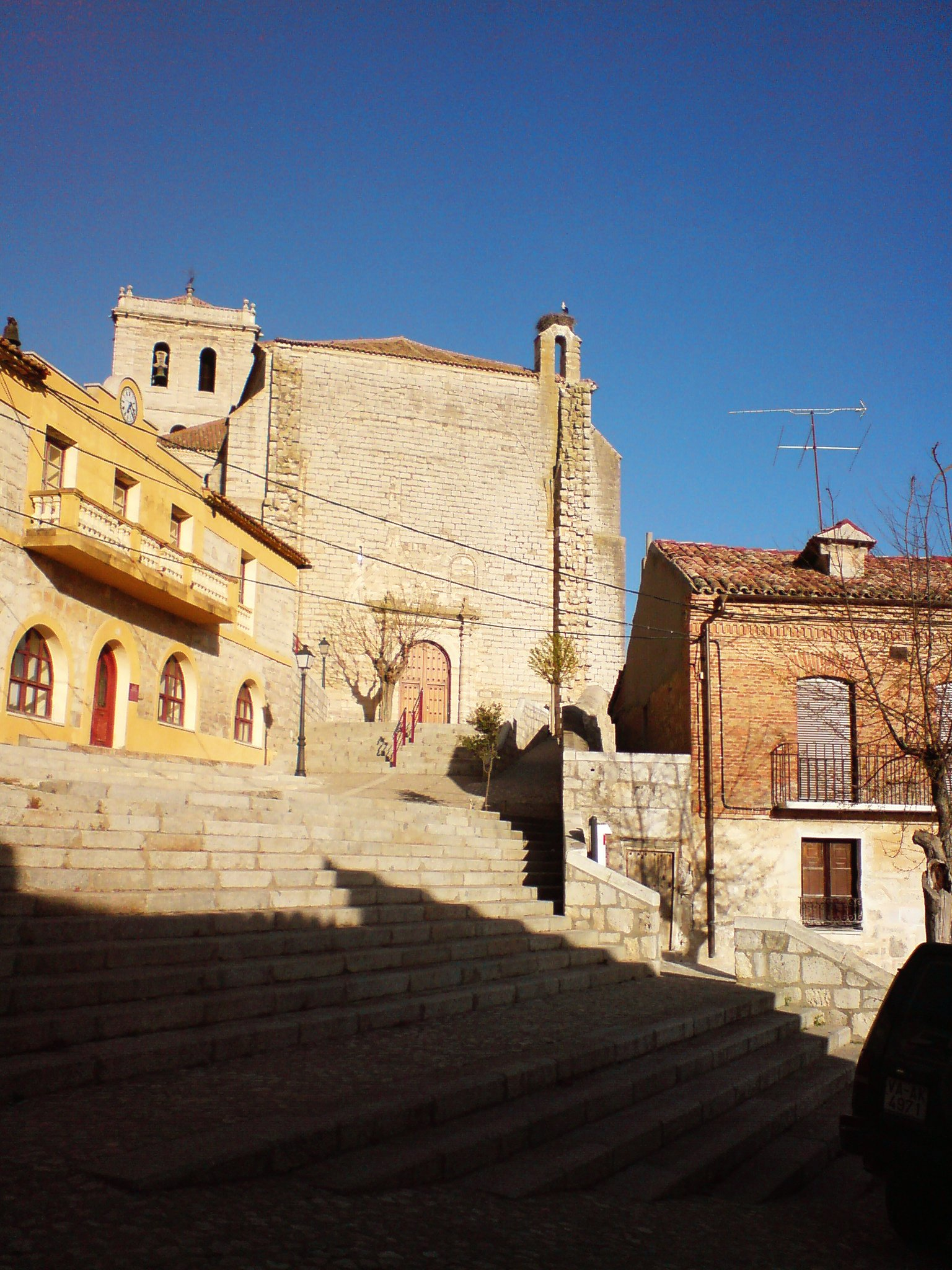
Église San Pedro Apóstol.
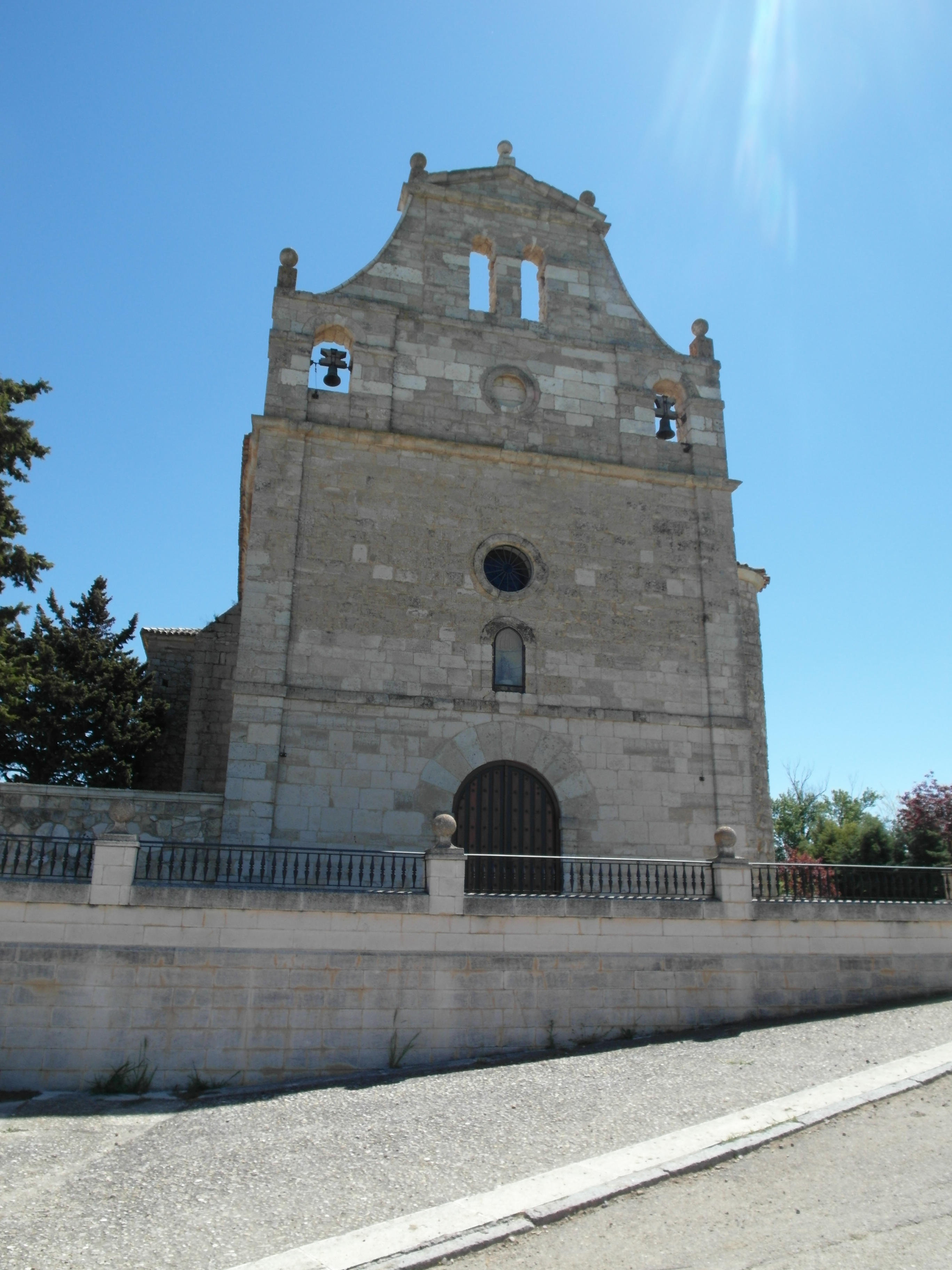
Chapelle Nuestra Señora de la Vega.
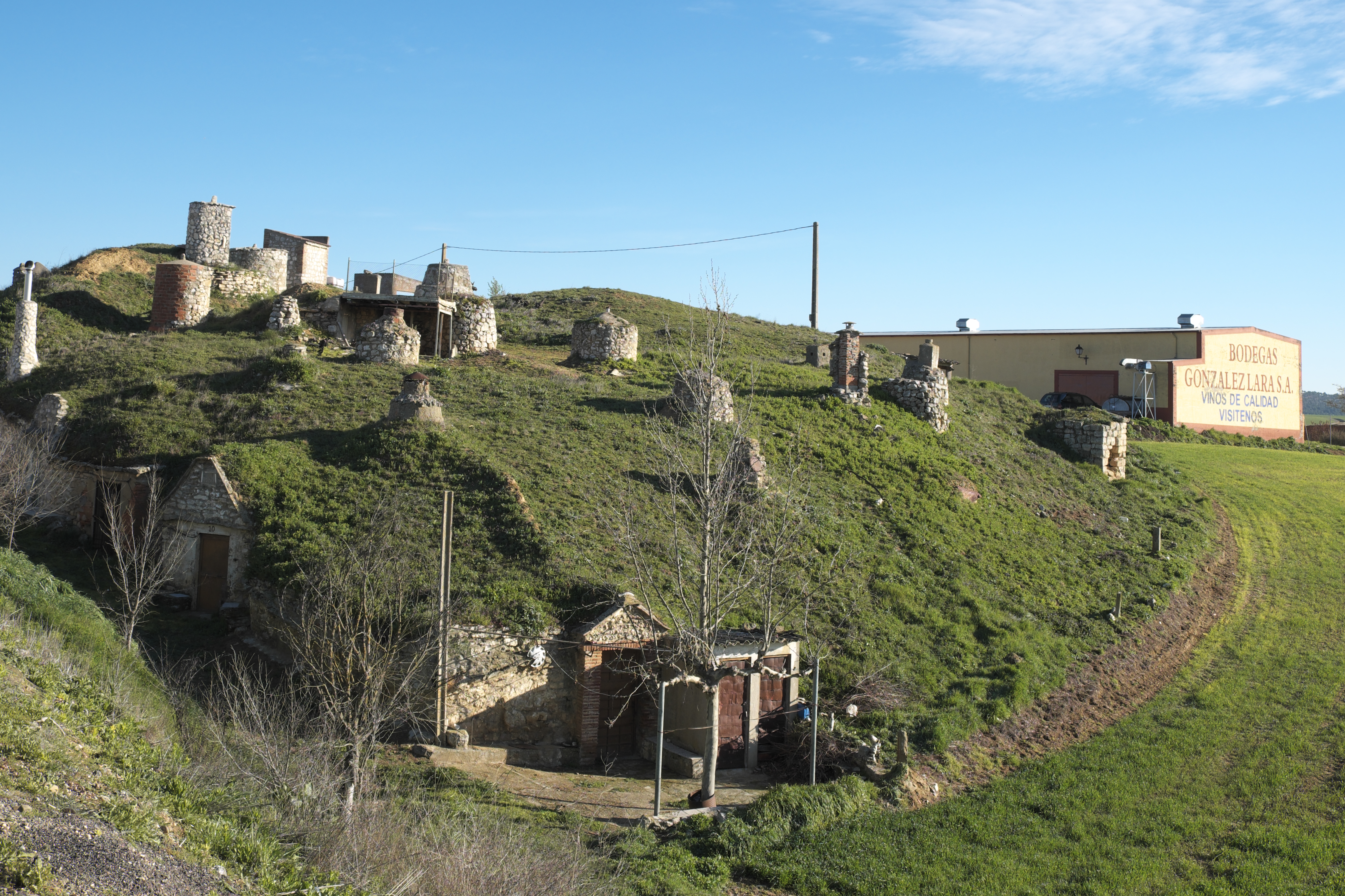
Bodegas de Mucientes.